# Estación de Javel
La  estación de Javel es una estación ferroviaria francesa situada al oeste de París cerca del puente Mirabeau. Pertenece a la línea C de la Red Exprés Regional, más conocida como RER. 

## Historia
La estación se inauguró el 12 de abril de 1900 tras prolongar la línea des Moulineaux del Campo de Marte hasta los Inválidos poco días antes del inicio de la Exposición universal de 1900. Inicialmente, y dada su proximidad con el puente, fue bautizada con el nombre de estación del puente Mirabeau. En 1910, la cercana estación del Puente de Grenelle (apenas distaba de unos 500 metros), fue cerrada e integrada en ella. Rebautizada poco después a Javel André-Citroën, se llama ahora únicamente Javel. 
El 26 de septiembre de 1979 pasó a formar parte de la línea C de RER en el primer tramo inaugurado de dicha línea.

## Descripción
La estación, que se compone de dos largos andenes laterales parcialmente cubiertos y de dos vías, se ha construido en una trinchera en paralelo con el río Sena evitando así la existencia de pasos a nivel.
El acceso de los viajeros, construido por Juste Lisch, se realiza por una atípica construcción en forma de pagoda china a nivel de la calle que sobrevuela las vías. Una vez dentro del edificio, dos escaleras, a ambos lados, permiten acceder a cada uno de los andenes. 